# Портрет дівчини у вогні
«Портрет дівчини у вогні» (фр. Portrait de la jeune fille en feu) — французький фільм-драма 2019 року, поставлений режисеркою Селін Ск'ямма. Світова прем'єра стрічки відбулася 19 травня 2019 року на 72-му Каннському міжнародному кінофестивалі, де вона брала участь в основній конкурсній програмі у змаганні за Золоту пальмову гілку та отримала Приз за найкращий сценарій (Селін Ск'ямма) та Queer Palm за найкращий фільм ЛГБТ-тематики .
Станом на 6 липня 2020 року фільм займав 234-у позицію у списку 250 найкращих фільмів за версією IMDb.

## Сюжет
Дія фільму розгортається у французькій Бретані XVIII століття. Молода художниця Маріанна отримує замовлення на весільний портрет дівчини на ім'я Елоїза. Днями Маріанна уважно вивчає свою модель, а ночами пише її портрет, замовлений для презентації нареченої чоловіку, який хоче з нею одружитися. Поступово героїні зближуються все сильніше, разом проводжаючи свободу Елоїзи перед її неминучим шлюбом. В обох зріє розуміння того, що шлюб насправді не обіцяє Елоїзі нічого гарного.

## У ролях
| Актор          | Роль                                            |
| -------------- | ----------------------------------------------- |
| Ноемі Мерлан   | Маріанна                                        |
| Адель Енель    | Елоїза                                          |
| Валерія Голіно | графиня                                         |
| Люана Байрамі  | Софі                                            |
| Крістел Барас  | дружина продавця                                |
| Арманд Буланже | художня учениця у майстерні                     |
| Ґай Деламарш   | чоловік з салону                                |
| Клеман Буйсу   | човняр                                          |
| Мішель Клеман  | селянка (не вказана у титрах)                   |
| Сесіль Морель  | селянка, жінка біля вогню (не вказана у титрах) |

## Знімальна група
- Автор сценарію — Селін Ск'ямма
- Режисер-постановник — Селін Ск'ямма
- Продюсер — Вероніка Кайля, Бенедикт Кувре
- Співпродюсер — Олів'є Пере
- Оператор — Клер Матон
- Композитор — Жан-Батист де Лоб'є
- Монтаж — Жульєн Лашері
- Художник-постановник — Тома Грезо
- Художник-костюмер — Дороті Ґіро
- Підбір акторів — Крістел Барас[fr]

## Виробництво
У вересні 2018 року було оголошено, що акторка Адель Енель зіграє у четвертому художньому фільмі режисерки Селін Ск'ямма, через 11 років після роботи з нею над фільмом «Водяні лілії» (2007). Фільмування почались 15 жовтня 2018 року у Сен-П'єрр-Кіберон на північ від півострова Кіберон і Бреш, знімальний процес у цих локаціях тривав до 24 жовтня 2018 року. Фільмування також пройшли у Парижі до 10 грудня 2018 року. Композитор Жан-Батист де Лоб'є вчетверте співпрацює з режисеркою цього фільму, він написав музику до фільму спільно з Артуром Симоніні. Елен Делмар — художник, який намалював більшість картин, показаних у фільмі.

## Нагороди та номінації
| Список нагород та номінацій              | Список нагород та номінацій | Список нагород та номінацій     | Список нагород та номінацій | Список нагород та номінацій | Список нагород та номінацій |
| Кінофестиваль/Кінопремія                 | Рік                         | Категорія                       | Номінант(и)                 | Результат                   | Дж                          |
| ---------------------------------------- | --------------------------- | ------------------------------- | --------------------------- | --------------------------- | --------------------------- |
| 72-й Каннський міжнародний кінофестиваль | 2019                        | Золота пальмова гілка           | Портрет дівчини у вогні     | Номінація                   | [ 2 ]                       |
| 72-й Каннський міжнародний кінофестиваль | 2019                        | Приз за найкращий сценарій      | Селін Ск'ямма               | Перемога                    | [ 4 ]                       |
| 72-й Каннський міжнародний кінофестиваль | 2019                        | Queer Palm                      | Портрет дівчини у вогні     | Перемога                    | [ 6 ]                       |
| 77-ий Золотий глобус                     | 2020                        | Найкращий фільм іноземною мовою | Портрет дівчини у вогні     | Номінація                   | [ 7 ]                       |
| 73-я премія БАФТА                        | 2020                        | Найкращий неангломовний фільм   | Портрет дівчини у вогні     | Номінація                   |                             |